# Більманська сільська рада
| Більманська сільська рада — орган місцевого самоврядування у Більмацькому районі Запорізької області з адміністративним центром у с. Більманка. Водоймища на території, підпорядкованій даній раді: р. Берда. Сільській раді були підпорядковані населені пункти: - с. Більманка - с. Бережне |

## Склад ради
Рада складалася з 12 депутатів та голови.

### Керівний склад ради
| ПІБ                           | Основні відомості                                                                 | Дата обрання | Дата звільнення |
| ----------------------------- | --------------------------------------------------------------------------------- | ------------ | --------------- |
| Сімченко Анатолій Миколайович | Сільський голова, 1958 року народження, освіта, член Народно-демократичної партії | 26.03.2006   | 31.10.2010      |
| Сімченко Анатолій Миколайович | Сільський голова, 1958 року народження, освіта вища, член Партії регіонів         | 31.10.2010   |                 |

Примітка: таблиця складена за даними джерела